# ادولف نیلسن
ادولف نیلسن (انگلیسی: Adolf Nilsen; ۳ مارس ۱۸۹۵ – ۰ اکتبر ۱۹۸۳) قایقران روئینگ اهل نروژ بود.